# Isla Samay
Isla Samay es una isla fluvial que pertenece al país centroamericano de Costa Rica y que se encuentra cerca de la desembocadura del Río Tortuguero en la Provincia de Limón, en una delta próximo al Mar Caribe. Posee una superficie de 14,7 kilómetros cuadrados. Sus pobladores viven de actividades económicas como la agricultura y el turismo. Costa Rica instaló un base policial con la intención de proteger la naturaleza local y debido a que se encuentra cerca de la frontera con el vecino país de Nicaragua.